# Neuwarmbüchen
Neuwarmbüchen – miejscowość w Niemczech, w kraju związkowym Dolna Saksonia, w związku komunalnym Region Hanower, w gminie Isernhagen.